# Rhabdotorrhinus
Rhabdotorrhinus ist eine Gattung der Nashornvögel (Bucerotidae), deren Vertreter in Südostasien beheimatet sind. Ein deutscher Name ist nicht etabliert, gelegentlich werden sie als Asiatische Kehlsack-Hornvögel oder Jahrvogel-Verwandte bezeichnet. Es sind große Vögel, deren Oberschnabel keinen voll ausgebildeten Hornhelm, sondern nur einen erhabenen Wulst an der Basis, aufweist. Außerdem sind eine Reihe von Querfurchen ausgebildet. Die nackte Haut an der Kehle und im Gesicht ist auffällig gefärbt. Die Gefiederfärbung ist bei den beiden Geschlechtern unterschiedlich, der Schwanz ist immer weiß. Alle Arten der Gattung Rhabdotorrhinus sind, wie die übrigen Vertreter der Nashornvögel, Höhlenbrüter.

## Arten
Der Gattung werden heute vier Arten zugeordnet:
- Mindanaohornvogel (Rhabdotorrhinus leucocephalus)[2] (Vieillot, 1816)  (Near Threatened – potenziell gefährdet)
- Panayhornvogel (Rhabdotorrhinus waldeni)[3] (Sharpe, 1877)  (Critically Endangered – vom Aussterben bedroht)
- Runzelhornvogel (Rhabdotorrhinus corrugatus)[4] (Temminck, 1832)  (Endangered – stark gefährdet)
- Sulawesi-Hornvogel (Rhabdotorrhinus exarhatus)[5] (Temminck, 1823)  (Vulnerable – gefährdet)

Früher wurden die meisten dieser Arten in der nach molekularbiologischen Untersuchungen nun monotypischen Gattung Aceros verortet.